# Аэродинамический подхват
Аэродинамический подхват — непроизвольный (не связанный с действиями лётчиков) рост тангажа (и угла атаки) летательного аппарата (ЛА). Эффект подхвата связан с динамической разбалансировкой ЛА по отношению к среде, в которой он перемещается (воздуху).
Для сохранения неизменного положения в пространстве необходимо, чтобы векторы четырёх основных сил, действующих на летательный аппарат в полёте (сила тяжести, подъёмная сила, тяга двигателей и лобовое сопротивление), были приложены в одной точке — центре тяжести самолёта. Если геометрическая сумма этих векторов смещается от центра тяжести, самолёт начинает менять ориентацию в пространстве. Соответственно, изменение любой из этих четырёх сил может стать причиной подхвата.

## Причины возникновения подхвата

### Смещение центра тяжести в полёте
Самопроизвольное перемещение груза к хвосту или неравномерная выработка топлива из носового и хвостового баков (если таковые имеются). В определённых пределах такой дисбаланс может быть скомпенсирован рулями высоты, но при значительном дисбалансе их противодействие может оказаться недостаточным, что может привести к катастрофе. Однако этот пример является частным случаем статического дисбаланса, и в авиационной практике его подхватом считать не принято.

### Изменение тяги двигателей (мощности)
Например, если двигатели расположены ниже оси самолёта, увеличение их тяги вызовет рост тангажа. Однако и этот пример не считается подхватом в общепринятом смысле данного термина.

### Изменение точки приложения подъёмной силы
Самолёт с углом стреловидности по задней и передней кромкам крыла больше 20 градусов произвольно или непроизвольно увеличил угол атаки так, что основная площадь крыла ещё находится в ламинарном потоке, но на концах крыла уже начался срыв потока. Из-за этого аэродинамический фокус смещается вперёд, тем самым увеличивая ничем не скомпенсированный момент на кабрирование. Это приводит к положительной обратной связи: больше угол атаки — больше срыв потока с концов крыла — больше момент на кабрирование — больше угол тангажа. В итоге срыв охватывает всю площадь крыла, и самолёт, в зависимости от аэродинамических свойств, либо срывается в штопор, что плохо, либо только сваливается, что тоже плохо, но лучше, чем штопор.

## Способы борьбы с подхватом
Основным устройством, препятствующим эффекту подхвата ЛА, служит хвостовой (или передний — у самолётов с аэродинамической схемой «утка») стабилизатор. Находясь на расстоянии от центра тяжести (ЦТ) самолёта, он создаёт противодействующий вращательный момент при любом отклонении оси ЛА от набегающего потока. Чем дальше стабилизатор от ЦТ самолёта и чем больше его площадь, тем эффективнее он гасит дисбаланс аэродинамического сопротивления ЛА. Поэтому для подавления тенденции к подхвату необходимо правильно рассчитать стабилизатор ещё на этапе проектирования. Важно, чтобы при любых углах атаки он создавал больший вращающий момент, чем асимметричный корпус и стреловидное крыло вместе взятые. Кроме того, применяется отрицательная крутка крыла, за счёт которой срыв потока с корневой части крыла начинается раньше (на меньших углах атаки), чем на концевых частях. Концевые части стреловидного крыла находятся сзади от центра масс ЛА, так что при срыве потока с корневой части создаётся пикирующий момент, приводящий к уменьшению угла атаки и стабилизации воздушного судна. Это позволяет предотвратить увеличение угла тангажа и выход на закритические углы атаки.